# Pekín Express
Pekín Express es un concurso español de telerrealidad. Entre 2008 y 2011 fue emitido por la cadena de televisión Cuatro, en 2015 por Antena 3 y en 2016 por La Sexta. A partir de 2024 se emite en la plataforma Max. En el concurso, varias parejas deben recorrer 10 000 km para ganar un premio de 100 000 euros, además del dinero que fueran consiguiendo en cada etapa. La primera temporada del programa fue presentada por Paula Vázquez, la segunda y tercera por Raquel Sánchez Silva, la cuarta por Jesús Vázquez, la quinta y sexta por Cristina Pedroche y la séptima por Miguel Ángel Muñoz.
La productora dueña del formato es la belga Eccholine, con sede en Amberes (Bélgica), mientras que en España es producido por Boomerang TV entre 2008 y 2016 y por Warner Bros. ITVP España desde 2024.
Se trata de la versión española del formato internacional Peking Express, original de Bélgica y Países Bajos, estrenado en 2004, que ha tenido diferentes versiones en varios países europeos como Francia, Dinamarca, Noruega, Suecia, Alemania e Italia. El concurso sigue a su vez la estela del formato original estadounidense The Amazing Race, sin ser una adaptación oficial del mismo. En Marruecos, el canal 2M creó su versión llamada Dakar-Fez Express, que, como su nombre indica, es una ruta desde Dakar, Senegal, hasta Fez, Marruecos, pasando por Mauritania. En Portugal se adaptó con el nombre A grande aventura, con una ruta en Indonesia.
El programa en su versión española llegó a emitir cuatro ediciones en su primera etapa en Cuatro. El programa fue perdiendo audiencia a lo largo de las ediciones, hasta que en 2012 Mediaset decidió no realizar más ediciones. La última fue emitida entre septiembre y diciembre de 2011 bajo el nombre Pekín Express: Aventura en África.
El 16 de enero de 2015, Atresmedia comunicó que se había hecho con los derechos. La quinta temporada, primera en Antena 3, se estrenó el 25 de mayo y contó con Cristina Pedroche en las labores de directora de carrera. Fue la temporada con la mejor media de cuota de pantalla de todas las emitidas, pero sin llegar a cumplir las expectativas de la cadena. Tras esto, desde su sexta edición el programa pasó a emitirse en laSexta contando con el mismo equipo de su anterior etapa y su presentadora Cristina Pedroche. La sexta edición dio comienzo el 5 de abril de 2016 y finalizó el 28 de junio de 2016 con un 7,8 % de cuota, aunque por el momento se desconoce el futuro del reality, se da por confirmada una séptima edición en esa misma cadena para el 2017, ya que el grupo Atresmedia se muestra muy satisfecha con los resultados del programa en la segunda cadena del grupo. Sin embargo, a principios de 2017, Cristina Pedroche confirmó, a través de una entrevista, que por el momento no le habían propuesto presentar una séptima edición del formato y que actualmente no había hueco alguno para producirlo.

## Formato

### Mecánica del concurso
Las parejas tienen que recorrer los 10 000 km que separan dos ciudades en 13 etapas de 2/3 días cada una; la pareja que llega en última posición es eliminada, a no ser que les salve el sobre que lleva la pareja ganadora de la última etapa. Los concursantes tienen un presupuesto de un euro por persona y día para conseguir comida, mientras que el transporte y el alojamiento tienen que conseguirlo gratuitamente.

### Juegos de inmunidad
A mitad de cada etapa, los concursantes más rápidos participan en la prueba por la inmunidad. La pareja que gane la prueba consigue una pegatina verde con su nombre que les impide ser eliminados en esa etapa, aunque lleguen últimos a la meta.
En algunas ediciones, los ganadores del juego de inmunidad cuentan también con alojamiento privilegiado, más una cena por parte del programa para esa noche. En otras ocasiones, todos los participantes de la prueba de inmunidad son transportados a algún templo/ciudad para realizar allí la prueba, mientras el resto de concursantes siguen la carrera en pie o autoestop hasta un punto acordado.

### Eliminación
Al final de cada etapa, el director de carrera informa a las parejas de su posición en dicha etapa (el ranking de posiciones). La pareja que llegue en última posición debe abandonar el programa, a no ser que el sobre lacrado de la última etapa contenga una tarjeta de color verde. Si el sobre lleva tarjeta roja, la pareja abandona inmediatamente el concurso.
En las etapas en las que el sobre lacrado es verde, y que por lo tanto no son eliminatorias, todos los concursantes pasan a la siguiente etapa; pero la pareja que llegó en última posición y que fue salvada por la tarjeta verde, deberá hacer el recorrido con un handicap. El hándicap puede ralentizar en buena medida el viaje de esta pareja, aunque esto depende en gran parte de la pericia de los concursantes.

### Equipo de supervivencia
Los concursantes cuentan con una serie de elementos que les son útiles para cubrir sus etapas:
- La mochila: llevan ropa, la comida que han podido comprar y los sacos para dormir al raso. Los aventureros deben llevarla obligatoriamente a la hora de llegar al libro rojo (Juego de inmunidad) o a la meta.
- Un busca: con él reciben órdenes del programa como que a las 18:00 tienen que parar y buscar alojamiento.
- Mapa: el mapa les marca donde tienen que ir y por qué zonas pueden desplazarse.
- Fichas de idioma: las fichas de idioma ayudan a los concursantes a comunicarse con los habitantes de cada país.

## Presentadores
Pekín Express ha contado con cuatro presentadores diferentes en sus seis ediciones. Paula Vázquez fue la primera elegida en Cuatro para capitanear la ruta del transiberiano antes de pasar el testigo en años posteriores a Raquel Sánchez Silva y Jesús Vázquez. Cristina Pedroche cogió los mandos para las dos rutas emitidas en los canales de Atresmedia, siendo la única junto a Sánchez Silva en presentar dos temporadas diferentes.
| Presentador          |      |      |      |      |      |      |      |
| Presentador          | 2008 | 2009 | 2010 | 2011 | 2015 | 2016 | 2024 |
| -------------------- | ---- | ---- | ---- | ---- | ---- | ---- | ---- |
| Paula Vázquez        |      |      |      |      |      |      |      |
| Raquel Sánchez Silva |      |      |      |      |      |      |      |
| Jesús Vázquez        |      |      |      |      |      |      |      |
| Cristina Pedroche    |      |      |      |      |      |      |      |
| Miguel Ángel Muñoz   |      |      |      |      |      |      |      |

## Rutas

### Pekín Express: La Ruta del Transiberiano (2008)
Primera ruta realizada, emitida desde el 13 de septiembre de 2008 hasta el 7 de diciembre de 2008, con una ruta entre Pskov, en Rusia y Pekín, en China.

#### Concursantes
|                  |                   | Residencia   | Edad                            | Relación         | Duración             | Etapas ganadas    | Etapas inmunes                        | Información |
| ---------------- | ----------------- | ------------ | ------------------------------- | ---------------- | -------------------- | ----------------- | ------------------------------------- | ----------- |
|                  | Fernando y María  | Alicante     | 30 y 34 años                    | Pareja en crisis | 13 etapas            | 6.ª, 12.ª y Final | 2.ª, 3.ª, 6.ª, 7.ª, 10.ª, 11.ª y 12.ª | Ganadores   |
| Martha y Javier  | Valencia          | 33 y 19 años | Empleada doméstica y jefe       | 13 etapas        | 3.ª                  | Nunca             | Finalistas                            |             |
| José y Oier      | Vitoria           | 39 y 25 años | Profesor de Religión y exalumno | 12 etapas        | 2.ª, 8.ª, 9.ª y 11.ª | 9.ª               | 6.os eliminados                       |             |
| Ainhoa e Idoia   | Santander         | 27 años      | Gemelas                         | 10 etapas        | 7.ª y 10.ª           | 5.ª y 8.ª         | Abandono forzado                      |             |
| Carlos y Mario   | Madrid            | 51 y 54 años | Amigos abogados                 | 7 etapas         | 1.ª, 4.ª y 5.ª       | 4.ª               | 5.os eliminados                       |             |
| Juanan y Tony    | Sevilla           | 24 y 22 años | Amigos drags                    | 5 etapas         | Nunca                | Nunca             | 4.os eliminados                       |             |
| Bego y Noel      | Zaragoza          | 49 y 22 años | Madre e hijo                    | 4 etapas         | Nunca                | 1.ª               | Abandono voluntario                   |             |
| Carol y Marimar  | Málaga            | 26 y 33 años | Amigas gogós                    | 3 etapas         | Nunca                | Nunca             | 3.as eliminadas                       |             |
| Víctor y Encarna | Barcelona         | 40 y 41 años | Casados                         | 2 etapas         | Nunca                | Nunca             | 2.os eliminados                       |             |
| Carmen y Josemi  | Sevilla y Granada | 45 y 29 años | Desconocidos                    | 1 etapa          | Nunca                | Nunca             | 1.os eliminados                       |             |

#### Ranking por etapas
| Equipo           | Posición por etapa | Posición por etapa | Posición por etapa | Posición por etapa | Posición por etapa | Posición por etapa | Posición por etapa | Posición por etapa | Posición por etapa | Posición por etapa | Posición por etapa | Posición por etapa | Posición por etapa |
| Equipo           | Etapa 01           | Etapa 02           | Etapa 03           | Etapa 04           | Etapa 05           | Etapa 06           | Etapa 07           | Etapa 08           | Etapa 09           | Etapa 10           | Etapa 11           | Etapa 12           | Etapa 13           |
| ---------------- | ------------------ | ------------------ | ------------------ | ------------------ | ------------------ | ------------------ | ------------------ | ------------------ | ------------------ | ------------------ | ------------------ | ------------------ | ------------------ |
| Fernando y María | 8.os               | 4.os               | 7.os               | 2.os               | 5.os               | 1.os               | 3.os               | 3.os               | 3.os               | 4.os               | 3.os               | 1.os               | 1.os               |
| Martha y Javier  | 4.os               | 3.os               | 1.os               | 5.os               | 4.os               | 3.os               | 4.os               | 2.os               | 4.os               | 2.os               | 2.os               | 2.os               | 2.os               |
| José y Oier      | 5.os               | 1.os               | 4.os               | 6.os               | 3.os               | 2.os               | 2.os               | 1.os               | 1.os               | 3.os               | 1.os               | 3.os               |                    |
| Ainhoa e Idoia   | 2.as               | 2.as               | 5.as               | 3.as               | 2.as               | —                  | 1.as               | 4.as               | 2.as               | 1.as               |                    |                    |                    |
| Carlos y Mario   | 1.os               | 6.os               | 3.os               | 1.os               | 1.os               | 4.os               | 5.os               |                    |                    |                    |                    |                    |                    |
| Juanan y Tony    | 7.os               | 8.os               | 6.os               | 4.os               | 6.os               |                    |                    |                    |                    |                    |                    |                    |                    |
| Bego y Noel      | 6.os               | 7.os               | 2.os               | —                  |                    |                    |                    |                    |                    |                    |                    |                    |                    |
| Carol y Marimar  | 3.as               | 5.as               | 8.as               |                    |                    |                    |                    |                    |                    |                    |                    |                    |                    |
| Víctor y Encarna | 9.os               | 9.os               |                    |                    |                    |                    |                    |                    |                    |                    |                    |                    |                    |
| Carmen y Josemi  | 10.os              |                    |                    |                    |                    |                    |                    |                    |                    |                    |                    |                    |                    |

1. ↑  Ainhoa e Idoia visitaron el médico durante esta etapa. Llegaron las últimas, pero la organización decidió que serían Carlos y Mario los que debían cargar con el hándicap en la etapa siguiente.
2. ↑  Ainhoa e Idoia abandonaron por consejo médico. A Idoia le resurgió un cáncer que pensaba que había superado.
3. ↑  Bego y Noel decidieron abandonar al final del primer día de la cuarta etapa.

     Los concursantes no estaban en la Carrera.
     La pareja fue eliminada.
     La pareja llegó última en una etapa de no eliminación, debiéndose enfrentar a un hándicap en la siguiente etapa.
     La pareja ganó la prueba de inmunidad.
     La pareja ganó la prueba de inmunidad y llegó primera en la etapa.
     La pareja llegó primera a una etapa y ganó un amuleto.
     La pareja abandonó Pekín Express.
     La pareja abandonó el programa por razones médicas.
     Finalistas de Pekín Express.
     Ganadores de Pekín Express.

#### Audiencias
| Fecha      | Características del programa                  | Audiencia          |
| ---------- | --------------------------------------------- | ------------------ |
| 14/09/2008 | Etapa 01 / Expulsión de Carmen y Josemi       | 1 718 000 (11,2 %) |
| 21/09/2008 | Etapa 02 / Expulsión de Víctor y Encarna      | 1 628 000 (9,3 %)  |
| 28/09/2008 | Etapa 03 / Expulsión de Carol y Marimar       | 1 708 000 (9,6 %)  |
| 05/10/2008 | Etapa 04 / Abandono de Bego y Noel            | 2 049 000 (11,7 %) |
| 12/10/2008 | Etapa 05 / Expulsión de Juanan y Tony         | 1 993 000 (11,3 %) |
| 19/10/2008 | Etapa 06 / Sin expulsión                      | 2 103 000 (11,4 %) |
| 26/10/2008 | Etapa 07 / Expulsión de Carlos y Mario        | 2 076 000 (11,6 %) |
| 02/11/2008 | Etapa 08 / Sin expulsión                      | 2 140 000 (11,4 %) |
| 09/11/2008 | Etapa 09 / Sin expulsión                      | 2 347 000 (13,0 %) |
| 16/11/2008 | Etapa 10 / Abandono forzado de Ainhoa e Idoia | 2 957 000 (15,9 %) |
| 23/11/2008 | Etapa 11 / Sin expulsión                      | 2 721 000 (14,6 %) |
| 30/11/2008 | Etapa 12 / Expulsión de José y Oier           | 2 738 000 (14,5 %) |
| 07/12/2008 | Etapa 13 / Ganadores: Fernando y María        | 2 610 000 (15,9 %) |

### Pekín Express 2: La Ruta del Himalaya (2009)
- 13 de septiembre de 2009 — 6 de diciembre de 2009.

Segunda ruta realizada, emitida desde el 13 de septiembre de 2009 hasta el 6 de diciembre de 2009, con una ruta comprendida entre Pekín y Bombay (China-Nepal-India).

#### Concursantes
|                        |                                 | Residencia   | Edad                    | Relación       | Duración             | Etapas ganadas             | Etapas inmunes         | Información |
| ---------------------- | ------------------------------- | ------------ | ----------------------- | -------------- | -------------------- | -------------------------- | ---------------------- | ----------- |
|                        | Carmela Pinto y Antonio Carreño | Málaga       | 34 y 41 años            | Amigos rurales | 13 etapas            | 3.ª, 10.ª y Final          | 2.ª y 12.ª             | Ganadores   |
| Fran y Merino          | Madrid                          | 34 y 32 años | Amigos Policías locales | 13 etapas      | 2.ª, 4.ª, 9.ª y 12.ª | 3.ª, 8.ª, 9.ª, 10.ª y 11.ª | Finalistas             |             |
| Juan y Juan Jr.        | Valencia                        | 53 y 31 años | Padre e hijo            | 12 etapas      | 5.ª, 7.ª, 8.ª y 11.ª | 7.ª                        | 8.os eliminados        |             |
| Meritxell y Alazne     | Madrid                          | 47 y 21 años | Madre e hija            | 10 etapas      | Nunca                | 1.ª y 5.ª                  | 6.as / 7.as eliminadas |             |
| Carles y Silvia Méndez | Barcelona                       | 32 y 30 años | Pareja urbana           | 9 etapas       | Nunca                | Nunca                      | Abandono voluntario    |             |
| Xavi y Juan            | Barcelona                       | 26 y 31 años | Novios estríperes       | 8 etapas       | Nunca                | Nunca                      | 5.os eliminados        |             |
| Carla y Miriam         | Valencia y Alicante             | 20 y 27 años | Desconocidas            | 6 etapas       | Nunca                | 4.ª                        | 4.as eliminadas        |             |
| Enrique y Manolo       | Granada                         | 54 y 55 años | Amigos aventureros      | 4 etapas       | 1.ª                  | Nunca                      | 3.os eliminados        |             |
| Úrsula y Mífua         | Gerona                          | 28 y 28 años | Amigas de la infancia   | 2 etapas       | Nunca                | Nunca                      | 2.as eliminadas        |             |
| Andrés y Sara          | Navarra                         | 27 y 23 años | Hermanos hippies        | 1 etapa        | Nunca                | Nunca                      | 1.os eliminados        |             |

#### Ranking por etapas
| Equipo             | Posición por etapa | Posición por etapa | Posición por etapa | Posición por etapa | Posición por etapa | Posición por etapa | Posición por etapa | Posición por etapa | Posición por etapa | Posición por etapa | Posición por etapa | Posición por etapa | Posición por etapa |
| Equipo             | Etapa 01           | Etapa 02           | Etapa 03           | Etapa 04           | Etapa 05           | Etapa 06           | Etapa 07           | Etapa 08           | Etapa 09           | Etapa 10           | Etapa 11           | Etapa 12           | Etapa 13           |
| ------------------ | ------------------ | ------------------ | ------------------ | ------------------ | ------------------ | ------------------ | ------------------ | ------------------ | ------------------ | ------------------ | ------------------ | ------------------ | ------------------ |
| Carmela y Antonio  | 2.os               | 7.os               | 1.os               | 5.os               | 2.os               | —                  | 4.os               | 3.os               | 3.os               | 1.os               | 3.os               | 3.os               | 1.os               |
| Fran y Merino      | 3.os               | 1.os               | 4.os               | 1.os               | 3.os               | 1.os               | 2.os               | 5.os               | 1.os               | 3.os               | 2.os               | 1.os               | 2.os               |
| Juan y Juan Jr.    | 4.os               | 3.os               | 6.os               | 6.os               | 1.os               | —                  | 1.os               | 1.os               | 2.os               | 2.os               | 1.os               | 2.os               |                    |
| Meritxell y Alazne | 9.as               | 6.as               | 2.as               | 3.as               | 5.as               | 4.as               | 5.as               | 2.as               | 5.as               | 4.as               |                    |                    |                    |
| Carles y Silvia    | 5.os               | 4.os               | 7.os               | 2.os               | 4.os               | 3.os               | 3.os               | 4.os               | 4.os               |                    |                    |                    |                    |
| Xavi y Juan        | 6.os               | 2.os               | 5.os               | 7.os               | 7.os               | 2.os               | 6.os               | 6.os               |                    |                    |                    |                    |                    |
| Carla y Miriam     | 8.as               | 8.as               | 3.as               | 4.as               | 6.as               | 5.as               |                    |                    |                    |                    |                    |                    |                    |
| Enrique y Manolo   | 1.os               | 5.os               | 8.os               | 8.os               |                    |                    |                    |                    |                    |                    |                    |                    |                    |
| Úrsula y Mífua     | 7.as               | 9.as               |                    |                    |                    |                    |                    |                    |                    |                    |                    |                    |                    |
| Andrés y Sara      | 10.os              |                    |                    |                    |                    |                    |                    |                    |                    |                    |                    |                    |                    |

1. ↑  En la etapa 9, la última pareja en llegar fue Meritxell y Alazne, pero el abandono voluntario de Carles y Silvia, por una lesión de Carles, llevó a la organización del programa a readmitir a Meritxell y Alazne.

     Los concursantes no estaban en la Carrera.
     La pareja fue eliminada.
     La pareja llegó última en una etapa de no eliminación, debiéndose enfrentar a un hándicap en la siguiente etapa.
     La pareja ganó la prueba de inmunidad.
     La pareja ganó la prueba de inmunidad y llegó primera en la etapa.
     La pareja llegó primera a una etapa y ganó un amuleto.
     La pareja abandonó Pekín Express.
     La pareja estuvo exenta en la etapa debido a que ganó y quedó segunda la etapa anterior, por lo que pasó a la siguiente automáticamente.
     Finalistas de Pekín Express.
     Ganadores de Pekín Express.

#### Audiencias
| Fecha      | Características del programa               | Audiencia          |
| ---------- | ------------------------------------------ | ------------------ |
| 13/09/2009 | Etapa 01 / Expulsión de Andrés y Sara      | 1 332 000 (8,2 %)  |
| 20/09/2009 | Etapa 02 / Expulsión de Úrsula y Mifua     | 880 000 (7,4 %)    |
| 27/09/2009 | Etapa 03 / Sin expulsión                   | 1 579 000 (8,6 %)  |
| 04/10/2009 | Etapa 04 / Abandono de Enrique y Manolo    | 1 641 000 (9,2 %)  |
| 11/10/2009 | Etapa 05 / Sin expulsión                   | 1 333 000 (9,0 %)  |
| 18/10/2009 | Etapa 06 / Expulsión de Carla y Miriam     | 1 883 000 (9,9 %)  |
| 25/10/2009 | Etapa 07 / Sin expulsión                   | 2 082 000 (11,0 %) |
| 01/11/2009 | Etapa 08 / Expulsión de Xavi y Juan        | 1 896 000 (10,4 %) |
| 08/11/2009 | Etapa 09 / Abandono de Carles y Silvia     | 2 208 000 (11,4 %) |
| 15/11/2009 | Etapa 10 / Expulsión de Meritxell y Alazne | 2 130 000 (10,7 %) |
| 22/11/2009 | Etapa 11 / Sin expulsión                   | 2 016 000 (10,3 %) |
| 29/11/2009 | Etapa 12 / Expulsión de Juan y Juan Jr.    | 1 883 000 (9,7 %)  |
| 06/12/2009 | Etapa 13 / Ganadores: Antonio y Carmela    | 1 829 000 (10,9 %) |

### Pekín Express 3: La Ruta del Dragón (2010)
- 26 de septiembre de 2010 — 19 de diciembre de 2010.

Tercera ruta realizada, emitida desde el 26 de septiembre de 2010 hasta el 19 de diciembre de 2010, con una ruta planificada entre Hanói y Bali (Vietnam-Camboya-Laos-Tailandia-Indonesia). Más de 40 000 personas se presentaron al casting de la tercera edición de Pekín Express. Pero solo 10 parejas participan en la Ruta del Dragón, con Raquel Sánchez Silva como directora de expedición, siendo esta la última temporada de la extremeña dirigiendo la carrera.
Vietnam es la cola del dragón. Camboya, las garras de la bestia que atrapan una ciudad perdida, Anchor. Laos, donde el torrente del río Mekong da cuerpo a la aventura. Tailandia, del corazón verde de la selva al latir de su capital, Bangkok. Y por fin, Indonesia, Yakarta: el fuego volcánico de Java y Bali, la cabeza del dragón.
45 días. 13 etapas. Sin alojamiento. Sin transporte. Un euro al día. Y solo para comprar comida. 95 000 euros en juego. Y en cada etapa, un amuleto que conseguir por valor de 5000 euros.
Para todos, una recompensa segura: vivir la aventura de sus vidas.

#### Concursantes
|                   |                    | Residencia   | Edad                | Relación  | Duración            | Etapas ganadas              | Etapas inmunes  | Información                 |
| ----------------- | ------------------ | ------------ | ------------------- | --------- | ------------------- | --------------------------- | --------------- | --------------------------- |
|                   | Sandra y Belinda   | Guipúzcoa    | 35 y 28 años        | Hermanas  | 13 etapas           | 2.ª, 4.ª, 8.ª, 11.ª y Final | 2.ª y 12.ª      | 5.as eliminadas / Ganadoras |
| Manolo y Marta    | Málaga             | 46 y 20 años | Padre e hija        | 13 etapas | 5.ª, 6.ª y 12.ª     | Nunca                       | Finalistas      |                             |
| David y Javi      | Madrid             | 32 y 23 años | Amigos azafatos     | 12 etapas | 1.ª, 3.ª, 7.ª y 9.ª | 4.ª, 7.ª, 9.ª y 11.ª        | 9.os eliminados |                             |
| Engracia y Manuel | Ciudad Real        | 54 y 54 años | Amigos agricultores | 10 etapas | Nunca               | Nunca                       | 8.os eliminados |                             |
| Javier e Hilario  | Oviedo             | 43 y 21 años | Profesor y alumno   | 9 etapas  | Nunca               | 3.ª y 5.ª                   | 7.os eliminados |                             |
| María y Fernando  | Huelva y Barcelona | 21 y 35 años | Desconocidos        | 8 etapas  | Nunca               | 6.ª                         | 6.os eliminados |                             |
| Sonia y Menchu    | Valladolid         | 43 y 41 años | Amigas solteras     | 6 etapas  | Nunca               | Nunca                       | 4.as eliminados |                             |
| Esther y Oriol    | Tarragona          | 20 y 20 años | Novios en paro      | 5 etapas  | Nunca               | Nunca                       | 3.os eliminados |                             |
| Jorge y Cuchi     | Pontevedra         | 58 y 58 años | Primos empresarios  | 3 etapas  | Nunca               | 1.ª                         | 2.os eliminados |                             |
| Estrella y David  | Sevilla            | 32 y 34 años | Matrimonio          | 1 etapa   | Nunca               | Nunca                       | 1.os eliminados |                             |

#### Ranking por etapas
| Equipo            | Posición por etapa | Posición por etapa | Posición por etapa | Posición por etapa | Posición por etapa | Posición por etapa | Posición por etapa | Posición por etapa | Posición por etapa | Posición por etapa | Posición por etapa | Posición por etapa | Posición por etapa |
| Equipo            | Etapa 01           | Etapa 02           | Etapa 03           | Etapa 04           | Etapa 05           | Etapa 06           | Etapa 07           | Etapa 08           | Etapa 09           | Etapa 10           | Etapa 11           | Etapa 12           | Etapa 13           |
| ----------------- | ------------------ | ------------------ | ------------------ | ------------------ | ------------------ | ------------------ | ------------------ | ------------------ | ------------------ | ------------------ | ------------------ | ------------------ | ------------------ |
| Sandra y Belinda  | 3.as               | 1.as               | 5.as               | 1.as               | 2.as               | 5.as               | 6.as               | 1.as               | 4.as               | 1.as               | 1.as               | 3.as               | 1.as               |
| Manolo y Marta    | 7.os               | 6.os               | 2.os               | 5.os               | 1.os               | 1.os               | 3.os               | 4.os               | 2.os               | 2.os               | 2.os               | 1.os               | 2.os               |
| David y Javi      | 1.os               | 3.os               | 1.os               | 6.os               | 4.os               | 4.os               | 1.os               | 2.os               | 1.os               | 3.os               | 3.os               | 2.os               |                    |
| Engracia y Manuel | 4.os               | 4.os               | 4.os               | 4.os               | 3.os               | 2.os               | 4.os               | 3.os               | 3.os               | 4.os               |                    |                    |                    |
| Javier e Hilario  | 8.os               | 5.os               | 9.os               | 3.os               | 6.os               | 3.os               | 2.os               | 5.os               | 5.os               |                    |                    |                    |                    |
| María y Fernando  | 2.os               | 2.os               | 6.os               | 7.os               | 5.os               | 7.os               | 5.os               | 6.os               |                    |                    |                    |                    |                    |
| Sonia y Menchu    | 6.as               | 8.as               | 7.as               | 2.as               | 7.as               | 6.as               |                    |                    |                    |                    |                    |                    |                    |
| Esther y Oriol    | 9.os               | 7.os               | 3.os               | 8.os               | 8.os               |                    |                    |                    |                    |                    |                    |                    |                    |
| Jorge y Cuchi     | 5.os               | 9.os               | 8.os               |                    |                    |                    |                    |                    |                    |                    |                    |                    |                    |
| Estrella y David  | 10.os              |                    |                    |                    |                    |                    |                    |                    |                    |                    |                    |                    |                    |

     La pareja que llegó última en la 7 etapa es beneficiada por una "falsa eliminación", y podrán continuar en la siguiente etapa, pero no podrán ser vistas, si las veían, la pareja que les había visto tenía que arrancar el dragón de sus mochilas que les daría la inmunidad, por lo tanto en esa etapa no hubo inmunidad. Recorrer la etapa con el resto de sus compañeros e intentar llegar entre las 3 primeras parejas para ser repescadas era su misión.
     Los concursantes llegaron a la meta con la bandera negra y descendieron un puesto en el ranking.
     Los concursantes no estaban en la carrera.
     La pareja fue eliminada.
     La pareja llegó última en una etapa de no eliminación, debiéndose enfrentar a un hándicap en la siguiente etapa.
     La pareja ganó la prueba de inmunidad.
     La pareja ganó la prueba de inmunidad y llegó primera en la etapa.
     La pareja llegó primera a la etapa y ganó el amuleto.
     Finalistas de Pekín Express.
     Ganadores de Pekín Express.

#### Audiencias
| Fecha      | Características del programa                   | Audiencia         |
| ---------- | ---------------------------------------------- | ----------------- |
| 26/09/2010 | Etapa 01 / Expulsión de Estrella y David       | 1 396 000 (7,6 %) |
| 03/10/2010 | Etapa 02 / Sin expulsión                       | 1 582 000 (9,7 %) |
| 10/10/2010 | Etapa 03 / Expulsión de Jorge y Cuchi          | 1 237 000 (8,1 %) |
| 17/10/2010 | Etapa 04 / Sin expulsión                       | 1 022 000 (5,9 %) |
| 24/10/2010 | Etapa 05 / Expulsión de Esther y Oriol         | 1 289 000 (8,0 %) |
| 31/10/2010 | Etapa 06 / Expulsión de Sonia y Menchu         | 1 179 000 (8,6 %) |
| 07/11/2010 | Etapa 07 / Falsa expulsión de Sandra y Belinda | 1 246 000 (8,1 %) |
| 14/11/2010 | Etapa 08 / Expulsión de María y Fernando       | 1 282 000 (8,1 %) |
| 21/11/2010 | Etapa 09 / Expulsión de Javier e Hilario       | 1 305 000 (7,9 %) |
| 28/11/2010 | Etapa 10 / Expulsión de Engracia y Manuel      | 1 270 000 (7,9 %) |
| 05/12/2010 | Etapa 11 / Sin expulsión                       | 1 193 000 (7,8 %) |
| 12/12/2010 | Etapa 12 / Expulsión de David y Javi           | 1 217 000 (7,5 %) |
| 19/12/2010 | Etapa 13 / Ganadores: Sandra y Belinda         | 1 360 000 (8,3 %) |

### Pekín Express 4: Aventura en África (2011)
- 18 de septiembre de 2011 — 11 de diciembre de 2011.

Cuarta ruta realizada, emitida desde el 18 de septiembre de 2011 hasta el 11 de diciembre de 2011, con una ruta planificada entre Valle del Rift y Ciudad Del Cabo (Kenia-Tanzania-Sudáfrica). Kenia, Tanzania y Sudáfrica serán los países en los que se desarrollarán las 13 etapas de la carrera. Once parejas se enfrentarán a la edición más dura y exigente del concurso en una vivencia única e incomparable.
Por primera vez, Pekín Express abandonó el continente asiático para adentrarse en un territorio tan salvaje como inexpugnable, tan fascinante como misterioso; un lugar único escogido a la medida de la nueva edición del concurso, la más dura y exigente hasta el momento, y que cuenta con Jesús Vázquez como nuevo presentador: Pekín Express: aventura en África.
Once parejas de aventureros llegados de diversos puntos de España viajaron al Continente Negro con el objetivo de vivir una experiencia irrepetible. Sin embargo, fueron solo 10 las que, finalmente, emprendieron la carrera y una de ellas quedó eliminada en el comienzo del trayecto. El resto tendría la oportunidad de conocer el alma del continente, las singularidades de sus culturas y la esencia de sus gentes, así como la suya propia y la de la persona con la que comparten la aventura.
Fue la última edición emitida en Cuatro.

#### Concursantes
|                    |                       | Residencia                 | Relación  | Duración        | Etapas ganadas    | Etapas inmunes                       | Información |
| ------------------ | --------------------- | -------------------------- | --------- | --------------- | ----------------- | ------------------------------------ | ----------- |
|                    | Mar y Vanesa          | Sevilla                    | Hermanas  | 13 etapas       | 3.ª, 12.ª y Final | 3.ª y 4.ª                            | Ganadoras   |
| Jota y Freire      | Barcelona y Cádiz     | Desconocidos               | 13 etapas | 1.ª, 8.ª y 10.ª | 6.ª, 8.ª y 11.ª   | Finalistas                           |             |
| Inés y Pedro       | Valencia              | Novios licenciados         | 13 etapas | 7.ª y 11.ª      | Nunca             | 2.as / 9.as eliminados               |             |
| David y Cuqui      | Granada               | Matrimonio                 | 11 etapas | 5.ª y 9.ª       | Nunca             | 8.os eliminados                      |             |
| Chinto y Pablo     | Pontevedra            | Hermanos                   | 10 etapas | 4.ª             | 7.ª y 9.ª         | 7.os eliminados                      |             |
| Sara y María       | Murcia                | Amigas universitarias      | 8 etapas  | 2.ª y 6.ª       | 2.ª               | 6.as eliminadas                      |             |
| Chimo y Vane       | Alicante              | Cuñados                    | 6 etapas  | Nunca           | Nunca             | 5.os eliminados                      |             |
| Santiago y Javi    | La Coruña y Barcelona | Padre e hijo distanciados  | 5 etapas  | Nunca           | Nunca             | 4.os eliminados                      |             |
| Ezequiel y Mónica  | Barcelona             | Matrimonio de ejecutivos   | 3 etapas  | Nunca           | Nunca             | 3.os eliminados                      |             |
| Paula y Luisa      | Zaragoza              | Jugadora de póquer y madre | 1 etapa   | Nunca           | Nunca             | 1.os eliminadas                      |             |
| Mari Carmen y José | Tarragona             | Novios de más de 50 años   | 1 etapa   | Nunca           | Nunca             | Eliminados antes de comenzar la ruta |             |

#### Ranking por etapas
| Equipo            | Posición por etapa | Posición por etapa | Posición por etapa | Posición por etapa | Posición por etapa | Posición por etapa | Posición por etapa | Posición por etapa | Posición por etapa | Posición por etapa | Posición por etapa | Posición por etapa | Posición por etapa | Posición por etapa | Posición por etapa |
| Equipo            | Etapa 01           | Etapa 02           | Etapa 3            | Etapa 3            | Etapa 04           | Etapa 05           | Etapa 06           | Etapa 07           | Etapa 08           | Etapa 09           | Etapa 10           | Etapa 11           | Etapa 12           | Etapa 13           | Etapa 13           |
| ----------------- | ------------------ | ------------------ | ------------------ | ------------------ | ------------------ | ------------------ | ------------------ | ------------------ | ------------------ | ------------------ | ------------------ | ------------------ | ------------------ | ------------------ | ------------------ |
| Mar y Vanesa      | 3.as               | 3.as               | —                  | 1.as               | 2.as               | 2.as               | 4.as               | 4.as               | 5.as               | 2.as               | 4.as               | 2.as               | 1.as               | 2.as               | 1.as               |
| Jota y Freire     | 1.os               | 5.os               | —                  | 7.os               | 6.os               | 6.os               | 5.os               | 3.os               | 1.os               | 4.os               | 1.os               | 4.os               | 2.os               | 1.os               | 2.os               |
| Inés y Pedro      | 5.os               | 9.os               | 7/8                | 5.os               | 4.os               | 5.os               | 2.os               | 1.os               | 2.os               | 3.os               | 2.os               | 1.os               | 3.os               | 3.os               |                    |
| David y Cuqui     | 8.os               | 4.os               | —                  | 6.os               | 3.os               | 1.os               | 6.os               | 6.os               | 4.os               | 1.os               | 3.os               | 3.os               |                    |                    |                    |
| Chinto y Pablo    | 6.os               | 6.os               | —                  | 3.os               | 1.os               | 4.os               | 3.os               | 5.os               | 3.os               | 5.os               | 5.os               |                    |                    |                    |                    |
| Sara y María      | 2.as               | 1.as               | —                  | 2.as               | 5.as               | 3.as               | 1.as               | 2.as               | 6.as               |                    |                    |                    |                    |                    |                    |
| Chimo y Vane      | 7.os               | 7.os               | —                  | 8.os               | 7.os               | 7.os               | 7.os               |                    |                    |                    |                    |                    |                    |                    |                    |
| Santiago y Javi   | 9.os               | 2.os               | —                  | 4.os               | 8.os               | 8.os               |                    |                    |                    |                    |                    |                    |                    |                    |                    |
| Ezequiel y Mónica | 4.os               | 8.os               | —                  | 9.os               |                    |                    |                    |                    |                    |                    |                    |                    |                    |                    |                    |
| Paula y Luisa     | 10.as              |                    | 1/8                |                    |                    |                    |                    |                    |                    |                    |                    |                    |                    |                    |                    |
| M.ª Carmen y José | 11.os              |                    |                    |                    |                    |                    |                    |                    |                    |                    |                    |                    |                    |                    |                    |

(*): La pareja es repescada tras los votos de sus compañeros.
     La pareja no llegó a ser pareja oficial o fue eliminada de la repesca.
     Los concursantes no estaban en la Carrera.
     La pareja fue eliminada.
     La pareja llegó última en una etapa de no eliminación, debiéndose enfrentar a un hándicap en la siguiente etapa.
     David y Cuqui usaron la inmunidad que ganaron en la primera etapa, la cual podían usar hasta la etapa 10 en el momento en el que creyeran que podían ser eliminados.
     La pareja ganó la prueba de inmunidad.
     La pareja ganó la prueba de inmunidad y además llegó primera en la etapa, ganando un amuleto.
     La pareja llegó primera en esa etapa y ganó un amuleto.
     La pareja abandonó Pekín Express.
     Finalistas de Pekín Express.
     Ganadoras de Pekín Express.

#### Audiencias
| Fecha      | Características del programa              | Audiencia          |
| ---------- | ----------------------------------------- | ------------------ |
| 18/09/2011 | Etapa 01 / Expulsión de Paula y Luisa     | 1 459 000 (10,3 %) |
| 25/09/2011 | Etapa 02 / Expulsión de Inés y Pedro      | 1 331 000 (8,8 %)  |
| 02/10/2011 | Etapa 03 / Expulsión de Ezequiel y Mónica | 1 211 000 (7,8 %)  |
| 09/10/2011 | Etapa 04 / Sin expulsión                  | 1 209 000 (7,7 %)  |
| 16/10/2011 | Etapa 05 / Expulsión de Santiago y Javi   | 1 156 000 (7,1 %)  |
| 23/10/2011 | Etapa 06 / Expulsión de Chimo y Valle     | 1 283 000 (7,6 %)  |
| 30/10/2011 | Etapa 07 / Sin expulsión                  | 995 000 (6,8 %)    |
| 06/11/2011 | Etapa 08 / Expulsión de Sara y María      | 1 207 000 (7,0 %)  |
| 13/11/2011 | Etapa 09 / Sin expulsión                  | 1 094 000 (6,0 %)  |
| 20/11/2011 | Etapa 10 / Expulsión de Chinto y Pablo    | 1 346 000 (7,5 %)  |
| 27/11/2011 | Etapa 11 / Expulsión de David y Cuqui     | 1 043 000 (6,0 %)  |
| 04/12/2011 | Etapa 12 / Sin expulsión                  | 1 080 000 (6,8 %)  |
| 11/12/2011 | Etapa 13 (I) / Expulsión de Inés y Pedro  | 994 000 (4,7 %)    |
| 11/12/2011 | Etapa 13 (II) / Ganadores: Mar y Vanesa   | 1 328 000 (7,8 %)  |

### Pekín Express 5: La Ruta de los Mil Templos (2015)
- 25 de mayo de 2015 — 13 de julio de 2015.

Quinta ruta realizada, emitida entre el 25 de mayo de 2015 y el 13 de julio de 2015, con una ruta planificada entre Mandalay y Singapur (Birmania-Malasia-Singapur). Myanmar o Birmania, Malasia y Singapur fueron los países en los que se desarrolló la carrera, que con ocho etapas tuvo una duración inferior a las rutas anteriores. Ocho parejas participaron en el concurso.
En la mecánica del concurso se introdujo la figura de las "Ovejas Negras". En el punto intermedio de cada etapa, tras el Juego de Inmunidad, se celebrará la Asamblea, en el que los concursantes elegirán una pareja nominada. La pareja elegida ostentará el título de "Ovejas Negras" hasta el final de la etapa, lo cual supondrá que bajarán automáticamente un puesto en el ranking final tras la llegada a meta. 
Fue la primera edición emitida en Antena 3.

#### Concursantes
|                      |                 | Residencia   | Edad             | Relación | Duración  | Etapas ganadas               | Etapas inmunes | Ovejas negras          | Información |
| -------------------- | --------------- | ------------ | ---------------- | -------- | --------- | ---------------------------- | -------------- | ---------------------- | ----------- |
|                      | Ángel y Bea     | Gerona       | 36 y 32 años     | Cuñados  | 8 etapas  | 4.ª, 6.ª, 7.ªa, 7.ªb y Final | 3.ª            | Nunca                  | Ganadores   |
| Mª del Amor y Yareli | Fuerteventura   | 27 y 23 años | Amigas           | 8 etapas | Nunca     | 2.ª                          | 1.ª y 6.ª      | Finalistas             |             |
| Aitor y Charo        | Vizcaya y Cádiz | 34 y 57 años | Desconocidos     | 7 etapas | Nunca     | 6.ª                          | 2.ª y 3.ª      | 2.os / 7.os eliminados |             |
| Lorea y Ángel        | Barcelona       | 19 y 20 años | Amigos blogueros | 7 etapas | 3.ª y 5.ª | 1.ª y 4.ª                    | Nunca          | 6.os eliminados        |             |
| José Luis y Manuel   | Badajoz         | 19 años      | Gemelos          | 5 etapas | 2.ª       | Nunca                        | Nunca          | 5.os eliminados        |             |
| Lourdes y More       | Salamanca       | 50 y 53 años | Matrimonio       | 4 etapas | Nunca     | Nunca                        | 4.ª            | 4.os eliminados        |             |
| Falagán y Fala       | León            | 60 y 27 años | Padre e hijo     | 3 etapas | 1.ª       | Nunca                        | Nunca          | 3.os eliminados        |             |
| Culi y Nene          | Cantabria       | 43 y 46 años | Amigos de pueblo | 1 etapa  | Nunca     | Nunca                        | Nunca          | 1.os eliminados        |             |

#### Ranking por etapas
| Equipo               | Posición por etapa | Posición por etapa | Posición por etapa | Posición por etapa | Posición por etapa | Posición por etapa | Posición por etapa | Posición por etapa | Posición por etapa | Posición por etapa |
| Equipo               | Etapa 01           | Etapa 02           | Etapa 03           | Etapa 03           | Etapa 04           | Etapa 05           | Etapa 06           | Etapa 07           | Etapa 07           | Etapa 08           |
| -------------------- | ------------------ | ------------------ | ------------------ | ------------------ | ------------------ | ------------------ | ------------------ | ------------------ | ------------------ | ------------------ |
| Ángel y Bea          | 2.os               | 2.os               | —                  | 6.os               | 1.os               | 2.os               | 1.os               | 1.os               | 1.os               | 1.os               |
| Mª del Amor y Yareli | 4.as               | 4.as               | —                  | 5.as               | 2.as               | 3.as               | 2.as               | 2.as               | 2.as               | 2.as               |
| Aitor y Charo        | 5.os               | 7.os               | 4/6                | 2.os               | 3.os               | 4.os               | 3.os               | 3.os               | 3.os               |                    |
| Lorea y Ángel        | 7.os               | 5.os               | —                  | 1.os               | 4.os               | 1.os               | 4.os               | 4.os               |                    |                    |
| José Luis y Manuel   | 3.os               | 1.os               | —                  | 4.os               | 5.os               | 5.os               |                    |                    |                    |                    |
| Lourdes y More       | 6.os               | 6.os               | —                  | 3.os               | 6.os               |                    |                    |                    |                    |                    |
| Falagán y Fala       | 1.os               | 3.os               | —                  | 7.os               |                    |                    |                    |                    |                    |                    |
| Culi y Nene          | 8.os               |                    | 2/6                |                    |                    |                    |                    |                    |                    |                    |

     Los concursantes no estaban en la carrera.
     La pareja fue nombrada "ovejas negras" de la etapa.
     La pareja fue nombrada "ovejas negras" de la etapa y eliminada.
     La pareja fue nombrada "ovejas negras" de la etapa y llegó última en una etapa de no eliminación, debiéndose enfrentar a un hándicap en la siguiente etapa.
     La pareja fue eliminada.
     La pareja llegó última en una etapa de no eliminación, debiéndose enfrentar a un hándicap en la siguiente etapa.
     La pareja es repescada tras los votos de sus compañeros.
     La pareja perdió la repesca.
     La pareja estuvo exenta.
     La pareja ganó la prueba de inmunidad.
     La pareja ganó la prueba de inmunidad y llegó primera en la etapa, ganando el amuleto.
     La pareja llegó primera a la etapa y ganó el amuleto.
     Finalistas de Pekín Express.
     Ganadores de Pekín Express.

#### Audiencias
| Fecha      | Características del programa                                      | Audiencia          |
| ---------- | ----------------------------------------------------------------- | ------------------ |
| 25/05/2015 | Etapa 01 / Expulsión de Culi y Nene                               | 2 630 000 (16,2 %) |
| 01/06/2015 | Etapa 02 / Expulsión de Aitor y Charo                             | 2 029 000 (13,3 %) |
| 08/06/2015 | Etapa 03 / Repesca de Aitor y Charo / Expulsión de Falagán y Fala | 1 968 000 (13,1 %) |
| 15/06/2015 | Etapa 04 / Expulsión de Lourdes y More                            | 1 967 000 (12,9 %) |
| 22/06/2015 | Etapa 05 / Expulsión de José Luis y Manuel                        | 1 992 000 (13,1 %) |
| 29/06/2015 | Etapa 06 / Sin expulsión                                          | 1 818 000 (12,2 %) |
| 06/07/2015 | Etapa 07 / Expulsión de Lorea, Ángel, Aitor y Charo               | 1 722 000 (13,1 %) |
| 13/07/2015 | Etapa 08 / Ganadores: Ángel y Bea                                 | 1 904 000 (14,9 %) |

### Pekín Express 6: La Ruta de los Elefantes (2016)
- 5 de abril de 2016 - 28 de junio de 2016

El 26 de septiembre de 2015 Atresmedia confirmó la renovación del formato para una sexta temporada, sin confirmar más detalles sobre la ruta, la dirección de carrera o la cadena del grupo donde se emitirá el programa. Tras esto, a principios de 2016, se confirmó que Cristina Pedroche repetiría en la sexta edición como presentadora del formato y el 21 de enero empezaron las grabaciones. El 25 de enero de 2016, se confirmó que la ruta de la sexta edición, titulada La Ruta de los Elefantes contaría con 10 parejas de concursantes, dos más que el año anterior y partiría de Anuradhapura, para continuar y finalizar en Bombay (Sri Lanka-India). La ruta, de 5000 kilómetros, volverá a contar con 13 etapas, cinco más que en la anterior edición., el 12 de marzo comenzaron las promociones para su emisión en La Sexta, y el 5 de abril de 2016 empiezan las emisiones.

#### Concursantes
|                      |                       | Residencia   | Edad                      | Relación  | Duración          | Etapas ganadas      | Etapas inmunes   | Ovejas negras       | Información |
| -------------------- | --------------------- | ------------ | ------------------------- | --------- | ----------------- | ------------------- | ---------------- | ------------------- | ----------- |
|                      | Matías y Nabil        | Mallorca     | 28 años                   | Primos    | 13 etapas         | 4ªb, 6ª, 9ª y Final | 3ª y 9ª          | Nunca               | Ganadores   |
| Blanca y Pepe        | Madrid y Sevilla      | 53 y 50 años | Amigos aristócratas       | 13 etapas | 5ª, 7ª, 10ª y 12ª | 7ª                  | 2ª, 6ª, 9ª y 11ª | 2ºs Finalistas      |             |
| Sonia e Ylenia       | León                  | 42 y 21 años | Madre e hija              | 12 etapas | 4ªa y 8ªb         | 1ª y 11ª            | Nunca            | 2ª / 9ª eliminación |             |
| Marta y Giorgi       | Bilbao                | 24 y 22 años | Exnovios                  | 11 etapas | 3ª, 4ªc y 8ªa     | 1ª y 6ª             | Nunca            | 8ª eliminación      |             |
| Jonan y Priscila     | Valencia y Las Palmas | 18 y 29 años | Amigos influencers        | 10 etapas | Nunca             | 2ª y 5ª             | 7ª               | 6ª / 7ª eliminación |             |
| Mª José y Mª Dolores | Jerez de la Frontera  | 40 y 33 años | Amigas                    | 8 etapas  | Nunca             | Nunca               | 5ª               | 5ª eliminación      |             |
| Vanessa y Andrea     | Lugo y Gijón          | 35 y 28 años | Jefa y empleada pulpeiras | 6 etapas  | 2ª                | Nunca               | Nunca            | 4ª eliminación      |             |
| Rocío y Carolina     | Mallorca              | 28 años      | Amigas gogós              | 4 etapas  | Nunca             | Nunca               | 1ª               | 3ª eliminación      |             |
| Quintín y Nacho      | Gerona y Huelva       | 24 y 35 años | Desconocidos              | 3 etapas  | 1ª                | 1ª                  | 3ª               | Abandono forzado    |             |
| Cuco y Cuca          | Oviedo                | 46 y 38 años | Matrimonio con hijos      | 1 etapa   | Nunca             | Nunca               | Nunca            | 1ª eliminación      |             |

#### Ranking por etapas
| Equipo               | Posición por etapa | Posición por etapa | Posición por etapa | Posición por etapa | Posición por etapa | Posición por etapa | Posición por etapa | Posición por etapa | Posición por etapa | Posición por etapa | Posición por etapa | Posición por etapa | Posición por etapa | Posición por etapa | Posición por etapa | Posición por etapa | Posición por etapa |
| Equipo               | Etapa 01           | Etapa 02           | Etapa 03           | Etapa 04           | Etapa 04           | Etapa 04           | Etapa 05           | Etapa 06           | Etapa 07           | Etapa 08           | Etapa 08           | Etapa 09           | Etapa 09           | Etapa 10           | Etapa 11           | Etapa 12           | Etapa 13           |
| -------------------- | ------------------ | ------------------ | ------------------ | ------------------ | ------------------ | ------------------ | ------------------ | ------------------ | ------------------ | ------------------ | ------------------ | ------------------ | ------------------ | ------------------ | ------------------ | ------------------ | ------------------ |
| Matías y Nabil       | 4.os               | 7.os               | 4.os               | 6.os               | 1.os               | 6.os               | 5.os               | 1.os               | 5.os               | 4.os               | 3.os               | —                  | 1.os               | 4.os               | 1.os               | 2.os               | 1.os               |
| Blanca y Pepe        | 2.os               | 2.os               | 3.os               | 5.os               | 4.os               | 4.os               | 1.os               | 2.os               | 1.os               | 3.os               | 2.os               | —                  | 3.os               | 1.os               | 2.os               | 1.os               | 2.os               |
| Sonia e Ylenia       | 10.as              | 8.as               | 8.as               | 1.as               | 2.as               | 2.as               | 2.as               | 4.as               | 3.as               | 2.as               | 1.as               | —                  | 4.as               | 3.as               | 4.as               | 3.as               |                    |
| Marta y Giorgi       | 9.os               | 5.os               | 1.os               | 8.os               | 6.os               | 1.os               | 4.os               | 5.os               | 2.os               | 1.os               | 4.os               | —                  | 2.os               | 2.os               | 3.os               |                    |                    |
| Jonan y Priscila     | 7.os               | 9.os               | 5.os               | 2.os               | 5.os               | 5.os               | 7.os               | 3.os               | 6.os               | 6.os               | 5.os               | 1.os               | 5.os               | 5.os               |                    |                    |                    |
| Mª José y Mª Dolores | 6.as               | 3.as               | 2.as               | 7.as               | 8.as               | 3.as               | 3.as               | 6.as               | 4.as               | 5.as               |                    | 2.as               |                    |                    |                    |                    |                    |
| Vanessa y Andrea     | 3.as               | 1.as               | 6.as               | 3.as               | 7.as               | 7.as               | 6.as               | 7.as               |                    |                    |                    |                    |                    |                    |                    |                    |                    |
| Rocío y Carolina     | 5.as               | 6.as               | 7.as               | 4.as               | 3.as               | 8.as               |                    |                    |                    |                    |                    |                    |                    |                    |                    |                    |                    |
| Quintín y Nacho      | 1.os               | 4.os               | —                  |                    |                    |                    |                    |                    |                    |                    |                    |                    |                    |                    |                    |                    |                    |
| Cuco y Cuca          | 8.os               |                    |                    |                    |                    |                    |                    |                    |                    |                    |                    |                    |                    |                    |                    |                    |                    |

1. ↑  La etapa 4 fue una gymkana de 3 etapas, madre e hija comenzaron con un sobre negro como penalización de haber abandonado el handicap en la etapa anterior. Los amuletos ganados tenían un valor de 3000€.
2. ↑  La etapa 8 consistió en una etapa con dos metas eliminatorias, en las cuales las dos parejas más lentas se enfrentaban a la expulsión a través del voto de sus compañeros.
3. ↑  En la etapa 3, la última pareja en llegar y por lo tanto eliminada fue la formada por Sonia e Ylenia, pero el abandono forzado de Quintín y Nacho, por una visita médica a Quintín, llevó a la organización del programa a readmitir a Sonia e Ylenia.

     La pareja no estaba en la carrera.
     La pareja fue eliminada.
     La pareja perdió la repesca.
     La pareja fue repescada.
     La pareja estuvo exenta.
     La pareja llegó última en una etapa de no eliminación, debiéndose enfrentar a un hándicap en la siguiente etapa.
     La pareja fue nombrada "ovejas negras" de la etapa.
     La pareja fue nombrada "ovejas negras" de la etapa y eliminada.
     La pareja fue nombrada "ovejas negras" de la etapa y llegó última en una etapa de no eliminación, debiéndose enfrentar a un hándicap en la siguiente etapa.
     La pareja obtuvo un sobre negro con una tarjeta verde en su interior que significaba que no estaban eliminados.
     La pareja abandonó forzosamente el programa.
     La pareja ganó la prueba de inmunidad.
     La pareja ganó la prueba de inmunidad y llegó primera en la etapa.
     La pareja llegó primera a la etapa y ganó el amuleto o lo ganó en el recorrido de la etapa.
     Finalistas de Pekín Express.
     Ganadores de Pekín Express.

#### Audiencias
| Fecha      | Características del programa                                    | Audiencia         |
| ---------- | --------------------------------------------------------------- | ----------------- |
| 05/04/2016 | Etapa 01 / Expulsión de Cuco y Cuca                             | 1 583 000 (8,7 %) |
| 12/04/2016 | Etapa 02 / Sin expulsión                                        | 1 349 000 (8,0 %) |
| 19/04/2016 | Etapa 03 / Abandono de Quintín y Nacho                          | 1 472 000 (8,1 %) |
| 26/04/2016 | Etapa 04 / Expulsión de Rocío y Carolina                        | 1 350 000 (8,0 %) |
| 03/05/2016 | Etapa 05 / Sin expulsión                                        | 1 315 000 (7,8 %) |
| 10/05/2016 | Etapa 06 / Expulsión de Vanessa y Andrea                        | 1 264 000 (7,5 %) |
| 17/05/2016 | Etapa 07 / Sin expulsión                                        | 1 181 000 (6,9 %) |
| 24/05/2016 | Etapa 08 / Expulsión de M.ª José, M.ª Dolores, Jonan y Priscila | 1 060 000 (6,1 %) |
| 31/05/2016 | Etapa 09 / Repesca de Jonan y Priscila                          | 1 158 000 (7,2 %) |
| 07/06/2016 | Etapa 10 / Expulsión de Jonan y Priscila                        | 1 194 000 (7,3 %) |
| 14/06/2016 | Etapa 11 / Expulsión de Marta y Giorgi                          | 1 261 000 (8,2 %) |
| 21/06/2016 | Etapa 12 / Expulsión de Sonia e Ylenia                          | 1 321 000 (9,0 %) |
| 28/06/2016 | Etapa 13 / Ganadores: Matías y Nabil                            | 1 292 000 (8,5 %) |

### Pekín Express 7: Objetivo Angkor (2024)
- 20 de octubre de 2024 - 8 de diciembre de 2024

Se emite cada domingo en la platafoma HBO Max y desde el 17 de febrero de 2025 en abierto los lunes a las 22h30 en DMAX. La edición combinó famosos con familiares y amigos anónimos.

#### Concursantes
|                                 |                           | Equipo          | Procedencia | Edad         | Relación | Duración    | Etapas ganadas | Etapas inmunes  | Información |
| ------------------------------- | ------------------------- | --------------- | ----------- | ------------ | -------- | ----------- | -------------- | --------------- | ----------- |
|                                 | Alba Paul y Alex Domenech | "Los cuñis"     | Barcelona   | 37 y 31      | Cuñados  | 9 etapas    | 2ª y Final     | 3ª y 4ª         | Ganadores   |
| Canco Rodríguez y David Pulido  | "Los emocionaos"          | Málaga y Madrid | 47 y 48     | Amigos       | 9 etapas | 1ª y 3ª     | 2ª             | 2.os finalistas |             |
| Alex de la Croix y Guille Camas | "Los políglotas"          | Cádiz y Sevilla | 31 y 31     | Amigos       | 9 etapas | 5ª, 6ª y 8ª | Nunca          | 5.°s eliminados |             |
| Gonzalo Miró y Ángel Díaz       | "Los pichichis"           | Madrid          | 43 y 50     | Amigos       | 8 etapas | 4ª y 7ª     | Nunca          | 4.os eliminados |             |
| Octavi Pujades y Alicia Pujades | "Los imanes"              | Barcelona       | 50 y 20     | Padre e hija | 7 etapas | Nunca       | Nunca          | 3.os eliminados |             |
| Gemma Mengual y Gisela Morón    | "Las sincronizadas"       | Barcelona       | 47 y 48     | Amigas       | 4 etapas | Nunca       | Nunca          | 2.as eliminadas |             |
| Miriam Díaz-Aroca y María Grant | "Las místicas"            | Madrid          | 62 y 20     | Madre e hija | 2 etapas | Nunca       | Nunca          | 1.as eliminadas |             |

#### Ranking por etapas
| Alba y Álex     | 1.os | 2.os | 1.os | IN   | IN   | 4.os | 4.os | 2.os | 2.os | 1.os | 1.os |  |  |  |  |  |  |  |  |  |  |  |  |  |
| Canco y David   | 5.os | 1.os | IN   | 1.os | 4.os | 2.os | 3.os | 3.os | 3.os | 2.os | 2.os |  |  |  |  |  |  |  |  |  |  |  |  |  |
| Álex y Guille   | 4.os | 5.os | 3.os | 3.os | 2.os | 1.os | 1.os | 4.os | 1.os | 3.os |      |  |  |  |  |  |  |  |  |  |  |  |  |  |
| Gonzalo y Ángel | 2.os | 6.os | 5.os | 5.os | 1.os | 5.os | 5.os | 1.os | 4.os |      |      |  |  |  |  |  |  |  |  |  |  |  |  |  |
| Octavi y Alicia | 6.os | 3.os | 2.os | 2.os | 3.os | 3.os | 2.os | 5.os |      |      |      |  |  |  |  |  |  |  |  |  |  |  |  |  |
| Gemma y Gisela  | 7.as | 7.as | 4.as | 4.as | 5.as |      |      |      |      |      |      |  |  |  |  |  |  |  |  |  |  |  |  |  |
| Miriam y María  | 3.as | 4.as | 6.as |      |      |      |      |      |      |      |      |  |  |  |  |  |  |  |  |  |  |  |  |  |

     La pareja no estaba en la carrera.
     La pareja fue eliminada.
     La pareja llegó última en una etapa de no eliminación, debiéndose enfrentar a un hándicap en la siguiente etapa.
     La pareja llegó a la meta con la bandera negra y descendieron un puesto en el ranking.
     La pareja ganó la prueba de inmunidad y pasó directamente a la siguiente etapa.
     La pareja llegó primera a la etapa y ganó el amuleto.
     Finalistas de Pekín Express.
     Ganadores de Pekín Express.

#### Audiencias
| Fecha      | Características del programa            | Audiencia     |
| ---------- | --------------------------------------- | ------------- |
| 17/02/2025 | Etapa 01 / Sin expulsión                | 91 000 (0,7%) |
| 17/02/2025 | Etapa 02 / Expulsión de Miriam y María  | 65 000 (1,0%) |
| 24/02/2025 | Etapa 03 / Sin expulsión                | 69 000 (0,6%) |
| 07/03/2025 | Etapa 04 / Expulsión de Gemma y Gisela  | 67 000 (0,6%) |
| 14/03/2025 | Etapa 05 / Sin expulsión                |               |
| 21/03/2025 | Etapa 06 / Sin expulsión                |               |
| 28/03/2025 | Etapa 07 / Expulsión de Octavi y Alicia |               |
| 04/04/2025 | Etapa 08 / Expulsión de Gonzalo y Ángel |               |
| 11/04/2025 | Etapa 09 / Ganadores: Alba y Álex       |               |

## Recorridos y palmarés de Pekín Express
| Edición                      | Fecha | Emisión  | Recorrido                                                                                               | Ganadores         | Subcampeones         | Terceros       |
| ---------------------------- | ----- | -------- | --- | ----------------- | -------------------- | -------------- |
| 1 La Ruta del Transiberiano  | 2008  | Cuatro   | Bandera de Rusia · Bandera de Mongolia · Bandera de la República Popular China                          | Fernando & María  | Martha & Javier      | José & Oier    |
| 2 La Ruta del Himalaya       | 2009  | Cuatro   | Bandera de la República Popular China · Bandera de Hong Kong · Bandera de Nepal · Bandera de la India   | Carmela & Antonio | Fran & Merino        | Juan & Juan Jr |
| 3 La Ruta del Dragón         | 2010  | Cuatro   | Bandera de Vietnam · Bandera de Camboya · Bandera de Laos · Bandera de Tailandia · Bandera de Indonesia | Sandra & Belinda  | Manolo & Marta       | David & Javi   |
| 4 Aventura en África         | 2011  | Cuatro   | Bandera de Kenia · Bandera de Tanzania · Bandera de Sudáfrica                                           | Mar & Vanesa      | Jota & Freire        | Inés & Pedro   |
| 5 La Ruta de los Mil Templos | 2015  | Antena 3 | Bandera de Birmania · Bandera de Malasia · Bandera de Singapur                                          | Ángel & Bea       | Mª del Amor & Yareli | Aitor & Charo  |
| 6 La Ruta de los Elefantes   | 2016  | La Sexta | Bandera de Sri Lanka · Bandera de la India                                                              | Matías & Nabil    | Blanca & Pepe        | Sonia & Ylenia |
| 7 Objetivo Angkor            | 2024  | Max/DMAX | Bandera de Vietnam · Bandera de Laos · Bandera de Camboya                                               | Alba & Álex       | Canco & David        | Álex & Guille  |

## Pekín Express en el mundo
Pekín Express a nivel internacional ha emitido 54 ediciones en 16 países o territorios diferentes hasta mayo de 2021. Debido a la pandemia global de Covid-19 el rodaje de la edición 14 de Francia se vio interrumpido en plena grabación, teniendo que modificar la ruta tras el confinamiento.
| País                           | Nombre Local                                                                             | Canal de TV                                                       | Ruta | Países visitados                                                                                            | Presentadores |
| ------------------------------ | ---------------------------------------------------------------------------------------- | ----------------------------------------------------------------- | --- | --- | --- |
| Bélgica (Flandes) Países Bajos | Peking Express Web oficial                                                               | VT4 NET 5                                                         | 2004: Moscú - Pekín 2005: Pekín - Bombay 2006: Delta del Mekong - Lhasa 2006: Gangotri - Cochín 2007: Río de Janeiro - Lima 2008: Ciudad de México - Caracas 2012: Seúl - Manila 2017: Hanói - Angkor | 2004: 2005: 2006: 2007: 2008: 2012: 2017:                                                                   | Roos Van Acker (2004-2008) Ernst-Paul Hasselbach (2004) Art Rooijakkers (2005-2008) Sol Wortelboer (2012)                                                    |
| Alemania                       | Peking Express Star Race                                                                 | RTL Television                                                    | 2005: Moscú - Pekín 2012: Bolinao - Manila | 2005: 2012:                                                                                                 | Patrice Bouédibéla (2005) Fernanda Brandao (2012) |
| Francia Bélgica (Valonia)      | Pékin Express Web oficial                                                                | M6 Club RTL                                                       | 2006: Pskov - Pekín 2007: Pekín - Bombay 2008: Río de Janeiro - Lima 2009: Bahía de Ha Long - Bali 2010: Lago Agrio - Ushuaia 2010: Bhatwari - Puducherry 2011: El Cairo - Ciudad Del Cabo 2012: Seúl - Sídney 2013: La Habana - Miami 2014: Man Lwae - Colombo 2018: Kuching - Tokio 2019: lago Atitlán - Bogotá 2020: Moscú - Pekín 2021: Entebbe - Estambul 2022: lago Song Kol - Dubái 2022: Negombo - Colombo 2023: La Paz - Río de Janeiro 2024: Bali - Hanói 2024: Agra - Delhi 2025: Arusha - Johannesburgo 2025: Shymkent - Astaná 2026: ? -? | 2006: 2007: 2008: 2009: 2010: 2011: 2012: 2013: 2014: 2018: 2019: 2020: 2021: 2022: 2023: 2024: 2025: 2026: | Stéphane Rotenberg |
| Escandinavia                   | Peking Express                                                                           | Kanal 5 TVNorge Kanal 5                                           | 2007: Moscú - Pekín | 2007: | Thomas Mygind Synnøve Skarbø Martin Björk |
| España                         | Pekín Express Web oficial (Cuatro) Web oficial (Antena 3) Web oficial (La Sexta)         | Cuatro (2008-2011) Antena 3 (2015) La Sexta (2016) HBO Max (2024) | 2008: Pskov - Pekín 2009: Pekín - Bombay 2010: Hanói - Bali 2011: Kabarnet - Ciudad Del Cabo 2015: Mandalay - Singapur 2016: Anuradhapura - Bombay 2024: Isla Cát Bà - Angkor Wat | 2008: 2009: 2010: 2011: 2015: 2016: 2024:                                                                   | Paula Vázquez (2008) Raquel Sánchez-Silva (2009-2010) Jesús Vázquez (2011) Cristina Pedroche (2015-2016) Miguel Ángel Muñoz (2024-                           |
| Marruecos                      | Dakar Fès Express Web oficial                                                            | 2M                                                                | 2011: Dakar - Fez 2012: Wori - Manado | 2011: 2012:                                                                                                 | Hicham Mesrar |
| Valonia (Bélgica)              | Pékin Express                                                                            | RTL-TVI                                                           | 2012: Wori - Manado | 2012: | Michel De Maegd |
| Portugal                       | A Grande Aventura                                                                        | TVI                                                               | 2012: Manado Tua - Manado | 2012: | Fernanda Serrano |
| Italia                         | Pechino Express (2021-) Web oficial Archivado el 31 de enero de 2017 en Wayback Machine. | Rai 2 (2012-2020) Sky Italia (2021-)                              | 2012: Haridwar - Pekín 2013: Hanói - Bangkok 2014: Mandalay - Bali 2015: Quito - Río de Janeiro 2016: Bogotá - Ciudad de México 2017: Pagbilao - Tokio 2018: Tánger - Ciudad del Cabo 2020: Ko Phra Thong - Seúl 2022: Goreme - Dubái 2023: Bombay - Angkor 2024: Ninh Binh - Sigiriya 2025: El Nido - Katmandú 2026: | 2012: 2013: 2014: 2015: 2016: 2017: 2018: 2020: 2022: 2023: 2024: 2025: 2026:                               | Emanuele Filiberto di Savoia (2012) Costantino Della Gherardesca (2013-)                                                                                     |
| Colombia                       | Asia Express Web oficial                                                                 | Caracol Television                                                | 2016: Hanói - Bangkok | 2016: | Iván Lalinde |
| México                         | Abandonados Asia                                                                         | Azteca 7                                                          | 2016: Hanói - Bangkok 2024: Chiang Rai - Bangkok | 2016: 2024:                                                                                                 | Paola Nuñez |
| Polonia                        | Azja Express Ameryka Express Afryka Express                                              | TVN                                                               | 2016: Hanói - Bangkok 2017: Sigiriya - Bombay 2018: Quito - Cuzco 2020: Antigua - Cartagena 2023: Uchisar - Taskent 2024: Manila - Taipéi 2025: Kilimanjaro - Nairobi | 2016: 2017: 2018: 2020: 2023: 2024: 2025:                                                                   | Agnieszka Szulim |
| Hungría                        | Ázsia Expressz                                                                           | TV2                                                               | 2017: Hanói - Bangkok 2019: Negombo – Chiang Mai 2022: Aqaba - Taskent 2023: Querétaro - Antigua 2024: Lucena - Taipéi 2025: Penang - Bali | 2017: 2019: 2022: 2023: 2024: 2025:                                                                         | Nóra Ördög |
| Rumanía                        | Asia Express                                                                             | Antena 1                                                          | 2018: Hạ Long - Bangkok 2019: Negombo – Bombay 2020: Lucena – Taipéi 2021: Edirne – Jerusalén 2023: Querétaro – Cartagena 2023: Medellín – Buenos Aires 2024: Chiang Rai – Bali 2025: Legazpi – Seúl | 2018: 2019: 2020: 2021: 2023: 2024: 2025:                                                                   | Gina Pistol (2018-2020) Marius Damian (2018, 2020-presente) Liviu Vârciu (2019) Andrei Ștefănescu (2019) Ionuț Dongo (2020-2023) Irina Fodor (2021-presente) |
| Grecia                         | Asia Express                                                                             | Star                                                              | 2022: Siem Reap - Bangkok | 2022: | ? |
| Israel                         | פקין אקספרס                                                                              | Channel 13                                                        | 2024: Siem Reap - Bangkok | 2024: | ? |
| Chequia                        | '                                                                                        | Prima                                                             | 2026: ? - ? | 202: | ? |

- Nota: Las webs no activas podrás visualizarlas a través de la web de Wayback Machine.

     País que actualmente está emitiendo Pekín Express.
     País que planea emitir una nueva edición de Pekín Express.
     País que no planea emitir una nueva edición de Pekín Express.

#### Países visitados por las diferentes versiones del programa
| País visitado          | Edición y número de etapas          | Edición y número de etapas | Edición y número de etapas           | Edición y número de etapas   | Edición y número de etapas | Edición y número de etapas | Edición y número de etapas | Edición y número de etapas | Edición y número de etapas | Edición y número de etapas | Edición y número de etapas | Edición y número de etapas | Edición y número de etapas | Edición y número de etapas | Edición y número de etapas | Edición y número de etapas |
| País visitado          | Países Bajos / Bélgica              | Alemania                   | Francia / Bélgica                    | Noruega / Suecia / Dinamarca | España                     | Marruecos                  | Bélgica                    | Portugal                   | Italia                     | México                     | Colombia                   | Polonia                    | Hungría                    | Rumanía                    | Grecia                     | Israel                     |
| ---------------------- | ----------------------------------- | -------------------------- | ------------------------------------ | ---------------------------- | -------------------------- | -------------------------- | -------------------------- | -------------------------- | -------------------------- | -------------------------- | -------------------------- | -------------------------- | -------------------------- | -------------------------- | -------------------------- | -------------------------- |
| Rusia                  | T1: 7 etps.                         | T1: 7 etps.                | T1: 7 etps. T16: 3 etps.             | T1: 7 etps.                  | T1: 7 etps.                | -                          | -                          | -                          | -                          | -                          | -                          | -                          | -                          | -                          | -                          | -                          |
| Mongolia               | T1: 3 etps.                         | T1: 3 etps.                | T1: 3 etps.                          | T1: 3 etps.                  | T1: 3 etps.                | -                          | -                          | -                          | -                          | -                          | -                          | -                          | -                          | -                          | -                          | -                          |
| China                  | T1: 1 etps. T2: 6 etps. T3: 5 etps. | T1: 2 etps.                | T1: 2 etps. T2: 6 etps. T16: 3 etps. | T1: 2 etps.                  | T1: 3 etps. T2: 6 etps.    | -                          | -                          | -                          | T1: 4 etps. T8: 4 etps.    | -                          | -                          | -                          | -                          | -                          | -                          | -                          |
| Nepal                  | T2: 1 etps.                         | -                          | T2: 1 etps.                          | -                            | T2: 2 etps.                | -                          | -                          | -                          | T1: 2 etps.                | -                          | -                          | -                          | -                          | -                          | -                          | -                          |
| India                  | T2: 5 etps. T4: 9 etps.             | -                          | T2: 5 etps. T6: 8 epts. T10: 2 etps. | -                            | T2: 5 etps. T:6 9 etps.    | -                          | -                          | -                          | T1: 4 etps. T10:4 etps.    | -                          | -                          | T2: 9 etps.                | T2: 3 etps.                | T2: 7 etps.                | -                          | -                          |
| Vietnam                | T3: 2 etps. T8: 4 etps.             | -                          | T4: 2 etps. T18: 3 etps.             | -                            | T3: 3 etps.                | -                          | -                          | -                          | T2: 4 etps. T11:4 etps.    | T1: 2 etps.                | T1: 2 etps.                | T1: 4 etps.                | T1: 2 etps.                | T1: 4 etps.                | -                          | -                          |
| Camboya                | T3: 2 etps. T8: 1 etps.             | -                          | T4: 2 etps.                          | -                            | T3: 2 etps.                | -                          | -                          | -                          | T2: 2 etps. T10:3 etps.    | T1: 2 etps.                | T1: 2 etps.                | T1: 4 etps.                | T1: 1 etps.                | T1: 4 etps.                | T1: 6 etps.                | -                          |
| Laos                   | T3: 3 etps. T8: 4 etps.             | -                          | T4: 2 etps.                          | -                            | T3: 3 etps.                | -                          | -                          | -                          | T2: 2 etps. T11:2 etps.    | T1: 2 etps.                | T1: 2 etps.                | T1: 4 etps.                | T1: 2 etps.                | T1: 4 etps.                | T1: 6 etps.                | -                          |
| Brasil                 | T5: 5 etps.                         | -                          | T3: 5 etps. T17: 3 etps              | -                            | -                          | -                          | -                          | -                          | T4: 2 etps.                | -                          | -                          | -                          | -                          | -                          | -                          | -                          |
| Bolivia                | T5: 4 etps.                         | -                          | T3: 4 etps. T17: 4 etps              | -                            | -                          | -                          | -                          | -                          | -                          | -                          | -                          | -                          | -                          | -                          | -                          | -                          |
| Perú                   | T5: 3 etps.                         | -                          | T3: 4 etps.                          | -                            | -                          | -                          | -                          | -                          | T4: 4 etps.                | -                          | -                          | T3: 8 etps.                | -                          | -                          | -                          | -                          |
| México                 | T6: 4 etps.                         | -                          | T9: 5 etps.                          | -                            | -                          | -                          | -                          | -                          | T5: 3 etps.                | -                          | -                          | -                          | T4: 4 etps.                | T5: 4 etps.                | -                          | -                          |
| Nicaragua              | T6: 4 etps.                         | -                          | -                                    | -                            | -                          | -                          | -                          | -                          | -                          | -                          | -                          | -                          | -                          | -                          | -                          | -                          |
| Venezuela              | T6: 4 etps.                         | -                          | -                                    | -                            | -                          | -                          | -                          | -                          | -                          | -                          | -                          | -                          | -                          | -                          | -                          | -                          |
| Tailandia              | -                                   | -                          | T4: 3 etps.                          | -                            | T3: 2 etps.                | -                          | -                          | -                          | T2: 2 etps. T8: 4 etps.    | T1: 3 etps.                | T1: 2 etps.                | T1: 1 etps.                | T1: 1 etps. T2: 2 etps.    | T1: 4 etps. T7: 4 etps.    | T1: 10 etps.               | -                          |
| Indonesia              | -                                   | -                          | T4: 3 etps. T18: 4 etps.             | -                            | T3: 3 etps.                | T2: 2 etps.                | T1: 2 etps.                | T1: 2 etps.                | T3: 4 etps.                | -                          | -                          | -                          | -                          | T7: 4 etps.                | -                          | -                          |
| Ecuador                | -                                   | -                          | T5: 3 etps.                          | -                            | -                          | -                          | -                          | -                          | T4: 4 etps.                | -                          | -                          | T3: 5 etps.                | -                          | T6: 4 etps.                | -                          | -                          |
| Chile                  | -                                   | -                          | T5: 3 etps.                          | -                            | -                          | -                          | -                          | -                          | -                          | -                          | -                          | -                          | -                          | -                          | -                          | -                          |
| Argentina              | -                                   | -                          | T5: 6 etps.                          | -                            | -                          | -                          | -                          | -                          | -                          | -                          | -                          | -                          | -                          | T6: 3 etps.                | -                          | -                          |
| Egipto                 | -                                   | -                          | T7: 2 etps.                          | -                            | -                          | -                          | -                          | -                          | -                          | -                          | -                          | -                          | -                          | -                          | -                          | -                          |
| Kenia                  | -                                   | -                          | T7: 3 etps.                          | -                            | T4: 5 etps.                | -                          | -                          | -                          | -                          | -                          | -                          | -                          | -                          | -                          | -                          | -                          |
| Tanzania               | -                                   | -                          | T7: 3 etps.                          | -                            | T4: 5 etps.                | -                          | -                          | -                          | T7: 5 etps.                | -                          | -                          | -                          | -                          | -                          | -                          | -                          |
| Lesoto                 | -                                   | -                          | T7: 1 etps.                          | -                            | -                          | -                          | -                          | -                          | -                          | -                          | -                          | -                          | -                          | -                          | -                          | -                          |
| Sudáfrica              | -                                   | -                          | T7: 3 etps.                          | -                            | T4: 3 etps.                | -                          | -                          | -                          | T7: 2 etps.                | -                          | -                          | -                          | -                          | -                          | -                          | -                          |
| Senegal                | -                                   | -                          | -                                    | -                            | -                          | T1: 3 etps.                | -                          | -                          | -                          | -                          | -                          | -                          | -                          | -                          | -                          | -                          |
| Mauritania             | -                                   | -                          | -                                    | -                            | -                          | T1: 1 etps.                | -                          | -                          | -                          | -                          | -                          | -                          | -                          | -                          | -                          | -                          |
| Marruecos              | -                                   | -                          | -                                    | -                            | -                          | T1: 4 etps.                | -                          | -                          | T7: 4 etps.                | -                          | -                          | -                          | -                          | -                          | -                          | -                          |
| Corea del Sur          | T7: 3 epts.                         | -                          | T8: 3 etps.                          | -                            | -                          | -                          | -                          | -                          | T8: 2 etps.                | -                          | -                          | -                          | -                          | -                          | -                          | -                          |
| Filipinas              | T7: 5 etps.                         | T2: 1 etps.                | T7: 5 etps. T11: 3 etps.             | -                            | -                          | -                          | -                          | -                          | T6: 5 etps.                | -                          | -                          | -                          | -                          | T3: 7 etps.                | -                          | -                          |
| Australia              | -                                   | -                          | T8: 4 etps.                          | -                            | -                          | -                          | -                          | -                          | -                          | -                          | -                          | -                          | -                          | -                          | -                          | -                          |
| Cuba                   | -                                   | -                          | T8: 3 etps.                          | -                            | -                          | -                          | -                          | -                          | -                          | -                          | -                          | -                          | -                          | -                          | -                          | -                          |
| Estados Unidos         | -                                   | -                          | T8: 5 etps.                          | -                            | -                          | -                          | -                          | -                          | -                          | -                          | -                          | -                          | -                          | -                          | -                          | -                          |
| Myanmar                | -                                   | -                          | T10: 4 etps.                         | -                            | T5: 4 etps.                | -                          | -                          | -                          | T3: 4 etps.                | -                          | -                          | -                          | -                          | -                          | -                          | -                          |
| Bután                  | -                                   | -                          | T10: 1 etps.                         | -                            | -                          | -                          | -                          | -                          | -                          | -                          | -                          | -                          | -                          | -                          | -                          | -                          |
| Sri Lanka              | -                                   | -                          | T10: 4 etps. T16: 6 etps.            | -                            | T6: 4 etps.                | -                          | -                          | -                          | T11:4 etps.                | -                          | -                          | T2: 4 etps.                | T2: 1 etps.                | T2: 3 etps.                | -                          | -                          |
| Malasia                | -                                   | -                          | T11: 4 etps. T18: 3 etps.            | -                            | T5: 3 etps.                | -                          | -                          | -                          | T3: 2 etps. T10:3 etps.    | -                          | -                          | -                          | -                          | T7: 3 etps.                | -                          | -                          |
| Singapur               | -                                   | -                          | -                                    | -                            | T5: 1 etps.                | -                          | -                          | -                          | T3: 1 etps.                | -                          | -                          | -                          | -                          | -                          | -                          | -                          |
| Colombia               | -                                   | -                          | T12: 4 etps                          | -                            | T12: 4 etps.               | -                          | -                          | -                          | T5: 4 etps.                | -                          | -                          | T4: 6 etps.                | -                          | T5: 4 etps. T6 3 etps.     | -                          | -                          |
| Guatemala              | -                                   | -                          | T12: 3 etps.                         | -                            | -                          | -                          | -                          | -                          | T5: 3 etps.                | -                          | -                          | T4: 7 etps.                | T4: 3 etps.                | T5: 2 etps.                | -                          | -                          |
| Taiwán                 | -                                   | -                          | -                                    | -                            | -                          | -                          | -                          | -                          | T6: 3 etps.                | -                          | -                          | -                          | -                          | T3: 3 etps.                | -                          | -                          |
| Japón                  | -                                   | -                          | T11: 2 etps.                         | -                            | -                          | -                          | -                          | -                          | T6: 3 etps.                | -                          | -                          | -                          | -                          | -                          | -                          | -                          |
| Costa Rica             | -                                   | -                          | T12: 3 etps.                         | -                            | -                          | -                          | -                          | -                          | -                          | -                          | -                          | -                          | -                          | -                          | -                          | -                          |
| Uganda                 | -                                   | -                          | T14: 3 etps.                         | -                            | -                          | -                          | -                          | -                          | -                          | -                          | -                          | -                          | -                          | -                          | -                          | -                          |
| Emiratos Árabes Unidos | -                                   | -                          | T15: 2 etps.                         | -                            | -                          | -                          | -                          | -                          | T9: 2 etps.                | -                          | -                          | -                          | -                          | -                          | -                          | -                          |
| Grecia                 | -                                   | -                          | T14: 3 etps.                         | -                            | -                          | -                          | -                          | -                          | -                          | -                          | -                          | -                          | -                          | -                          | -                          | -                          |
| Turquía                | -                                   | -                          | T14: 4 etps.                         | -                            | -                          | -                          | -                          | -                          | T9: 4 etps.                | -                          | -                          | T5: 7 etps.                | T3: 2 etps.                | T4: 5 etps.                | -                          | -                          |
| Georgia                | -                                   | -                          | -                                    | -                            | -                          | -                          | -                          | -                          | -                          | -                          | -                          | T5: 4 etps.                | T3: 1 etps.                | T4: 2 etps.                | -                          | -                          |
| Jordania               | -                                   | -                          | T15: 2 etps.                         | -                            | -                          | -                          | -                          | -                          | T9: 4 etps.                | -                          | -                          | -                          | T3: 2 etps.                | T4: 1 etps.                | -                          | -                          |
| Israel                 | -                                   | -                          | -                                    | -                            | -                          | -                          | -                          | -                          | -                          | -                          | -                          | -                          | -                          | T4: 1 etps.                | -                          | -                          |
| Kirguistán             | -                                   | -                          | T15: 2 etps.                         | -                            | -                          | -                          | -                          | -                          | -                          | -                          | -                          | -                          | -                          | -                          | -                          | -                          |
| Uzbekistán             | -                                   | -                          | T15: 4 etps.                         | -                            | -                          | -                          | -                          | -                          | T9: 2 etps.                | -                          | -                          | T5: 2 etps.                | T3: 2 etps.                | -                          | -                          | -                          |
| Paraguay               | -                                   | -                          | T17:3 etps.                          | -                            | -                          | -                          | -                          | -                          | -                          | -                          | -                          | -                          | -                          | -                          | -                          | -                          |